# Mateu Ortoneda
Mateu Ortoneda va ser un pintor català d'origen aragonés i situat a Tarragona durant el segle xv. Era germà de Pasqual Ortoneda.
Es conserva, signat per ell un tríptic de Santa Caterina d'Alexandria i un retaule de l'església de Solivella i un retaule del gremi de pagesos de Sant Llorenç (1419)